# Loxophlebia peralta
Loxophlebia peralta là một loài bướm đêm thuộc phân họ Arctiinae, họ Erebidae.